# Loukovice
Loukovice település Csehországban, a Třebíči járásban. Loukovice Šebkovice, Čáslavice és Babice településekkel határos. Lakosainak száma 131 fő (2024. január 1.).

## Népesség
A település lakosságának változását az alábbi diagram mutatja:
| Lakosok száma | 225  | 233  | 222  | 182  | 153  | 109  | 108  | 107  | 112  | 131  |
|               | 1869 | 1900 | 1921 | 1961 | 1980 | 2011 | 2016 | 2019 | 2021 | 2024 |